# Liu Jing (natation)
Pour les articles homonymes, voir Liu Jing.
Dans ce nom chinois, le nom de famille, Liu, précède le nom personnel.
Liu Jing (chinois simplifié : 刘京), née le 8 mars 1990 à Pékin, est une nageuse chinoise spécialiste des épreuves de nage libre et quatre nages.
Aux Jeux olympiques de 2008 se tenant à Pékin, elle n'émerge qu'au 25e rang des séries du 400 m quatre nages et est donc éliminée. L'année suivante, elle nage le troisième relais du 4 × 200 m nage libre chinois sacré lors des championnats du monde organisés à Rome, record du monde à la clé. L'année suivante, elle remporte la médaille d'or au sein de ce même quatuor durant les championnats du monde en petit bassin, à Dubaï.

## Palmarès

### Championnats du monde
| Épreuve              | Édition                                  | Édition              |
| Épreuve              | Rome 2009                                | Shanghai 2011        |
| 200 m quatre nages   | 10e temps des demi-finales 2 min 11 s 05 | —                    |
| 400 m quatre nages   | Disqualifiée en séries 4 min 40 s 39     |                      |
| 4 × 200 m nage libre | Or 7 min 42 s 08                         | Bronze 7 min 47 s 66 |

| Épreuve              | Édition                                     | Édition |
| Épreuve              | Dubaï 2010                                  |         |
| 100 m quatre nages   | 3e temps des demi-finales Forfait en finale |         |
| 4 × 200 m nage libre | Or 7 min 35 s 94                            |         |

## Records du monde battus
Liu Jing détient les records du monde du 4 × 200 m nage libre en petit bassin et grand bassin. Le premier fut réalisé en 2009 lors des championnats du monde en grand bassin de Rome, avec ses coéquipières Yang Yu, Zhu Qian Wei et Pang Jiaying.
En 2010, elle établit une nouvelle référence en petit bassin avec ses coéquipières chinoises Tang Yi, Chen Qian et Zhu Qianwei à Dubaï lors championnats du monde 2010, un des trois records du monde établis lors de cette compétition.
| Épreuve              | Temps         | Compétition                           | Lieu  | Date             |
| 4 × 200 m nage libre | 7 min 42 s 08 | Championnats du monde en grand bassin | Rome  | 30 juillet 2009  |
| 4 × 200 m nage libre | 7 min 35 s 94 | Championnats du monde en petit bassin | Dubaï | 15 décembre 2010 |